# I Would Die 4 U
I Would Die 4 U es una canción de Prince y The Revolution, y el cuarto sencillo en los Estados Unidos de su álbum de 1984, Purple Rain. La canción fue uno de los 10 mejores en los Estados Unidos, alcanzando el número 8 en el Hot 100.
"I'd Die 4 U" se juega a menudo en secuencia con "Baby I'm a Star", la canción que lo sigue, en Purple Rain. A partir del 30 de abril de 2016, ha vendido 561,772 copias en los Estados Unidos.
Después de la muerte de Prince, la canción volvió a registrarse en el Billboard Hot 100 en el número 39 de la lista con fecha de la semana del 14 de mayo de 2016.

## Otras versiones
La versión extendida de "I Would Die 4 U" es en realidad un ensayo de la canción con The Revolution y músicos de la banda de Sheila E., Eddie M (en saxo) y Miko Weaver (guitarra), junto con Sheila E. ella misma grabó un tiempo antes del Purple Rain Tour. El atasco presenta una sobregrabación y se desvanece al final; una versión más larga, de casi 31 minutos de duración, nunca fue lanzada oficialmente, pero ha sido pirateada. La mezcla extendida también se usó como el lado B del sencillo "Erotic City" de 1989 (la obra de arte presenta la misma imagen de Prince que se usó para la portada de este sencillo). 
El lado B, "Another Lonely Christmas", es un triste relato de un hombre que llora a su amante que murió de neumonía el día de Navidad. La versión individual del Reino Unido de 12 "también incluyó la canción de 1999 "Free".
El 4 de julio de 2025, la artista estadounidense Eternity Chaos, junto con el artista estadounidense Ghost Mountain, publicó una versión de esta canción, titulada DIE4U, que presenta un estilo orientado hacia el Witch House. Este sencillo es el primero publicado por la artista Eternity Chaos.
- Datos: Q539340